# خافيير غارسيا (مبارز بالسيف)
خافيير غارسيا (بالإسبانية: Javier García Delgado)‏ هو مبارز بالسيف إسباني، ولد في 10 سبتمبر 1976 في La Bañeza ‏ في إسبانيا.

## وصلات خارجية
- خافيير غارسيا على موقع اللجنة الأولمبية الدولية (الإنجليزية)
- خافيير غارسيا على موقع أوليمبيديا (الإنجليزية)
- خافيير غارسيا على موقع اللجنة الأولمبية الإسبانية (الإسبانية)